# Paul Giallorenzo
Paul Giallorenzo  (* um 1975 in New York City) ist ein US-amerikanischer Jazzmusiker (Piano, Keyboard, Elektronik, Komposition). „Giallorenzo verwendet Piano und Elektronik in einer Vielzahl von Kontexten, von komponiertem Jazz und improvisierter Musik zu elektro-akustischem Noise“.

## Leben und Wirken
Giallorenzo, der aus Long Island stammt, zog 1995 nach Evanston, um an der Northwestern University zu studieren (Abschluss 1999). Seitdem lebt er in Chicago und arbeitet seit den 2000er-Jahren in der dortigen Jazzszene u. a. mit  Thomas Mejer, Frank Rosaly, Jason Stein, Brian Labycz, Marc Riordan und Guillermo Gregorio. 2005 nahm Giallorenzo mit Josh Berman, Dave Rempis, Anton Hatwich und Frank Rosaly sein Debütalbum Get In to Go Out (482 Music) auf,  gefolgt von Pg3 IHF & tD (mit Ingebrigt Håker Flaten und Tim Daisy, Not Two Records, 2012).
Mit dem Sextett Paul Giallorenzo's GitGo (Anton Hatwich, Jeb Bishop, Marc Riordan, Mars Williams, Quin Kirchner) legte er die Produktionen Emergent (Leo Records, 2012) und Force Majeure (Delmark Records, 2014) vor. Mit seinem Trioalbum Flow nahm er Bezug auf die Chicogoer Jazzszene der 1950er-Jahre, mit Anleihen bei Sun Ra, Herbie Nichols, Elmo Hope und Ahmad Jamal. Giallorenzo unterrichtet Musik an der Old Town School of Folk Music und ist Mitbegründer und Leiter der gemeinnützigen Organisation Elastic Arts, die am Logan Square eine Veranstaltungsstätte betreibt.

## Diskographische Hinweise
- Masul: The Arousal City (Creative Sources, 2007), mit Thomas Mejer
- Hearts & Minds: Hearts & Minds (Astral Spritits 2016), mit Jason Stein, Frank Rosaly[6]
- Paul Giallorenzo Trio W/ Joshua Abrams, Mikel Patrick Avery: Flow (Delmark Records, 2017)
- Hearts & Minds: Electroradiance (Astral Spirits, 2018)
- Hearts & Minds: Illuminescence (2025)